# Czerników (gromada)
Czerników – dawna gromada, czyli najmniejsza jednostka podziału terytorialnego Polskiej Rzeczypospolitej Ludowej w latach 1954–1972.
Gromady, z gromadzkimi radami narodowymi (GRN) jako organami władzy najniższego stopnia na wsi, funkcjonowały od reformy reorganizującej administrację wiejską przeprowadzonej jesienią 1954 do momentu ich zniesienia z dniem 1 stycznia 1973, tym samym wypierając organizację gminną w latach 1954–1972.
Gromadę Czerników siedzibą GRN w Czernikowie utworzono – jako jedną z 8759 gromad na obszarze Polski – w powiecie łęczyckim w woj. łódzkim, na mocy uchwały nr 32/54 WRN w Łodzi z dnia 4 października 1954. W skład jednostki weszły obszary dotychczasowych gromad Czerników, Boguszyce, Mysłówka, Łubnica i Górki Łubnickie ze zniesionej gminy Piątek oraz obszar dotychczasowej gromady Mchowice ze zniesionej gminy Tum w tymże powiecie. Dla gromady ustalono 11 członków gromadzkiej rady narodowej.
Gromadę zniesiono 31 grudnia 1959, a jej obszar włączono do gromad Gaj (wieś i kolonię Czerników, wieś i kolonię Łubnica, kolonię Stefanów Łubnicki, kolonię Irenów, wieś Górki Łubnickie i wieś Żabokrzeki) i Wypychów (wieś Mchowice, osadę młyńską Świącie, osadę młyńską Bugaj, wieś Dunaj, wieś Boguszyce i wieś Mysłówka).